# Реология
Реология (от греч. ρέος «течение, поток» + λόγος «учение, наука») — раздел физики, изучающий деформационные свойства и текучесть вещества. Опираясь на результаты таких наук, как физическая и коллоидная химия, реология занимает промежуточное положение между теорией упругости и гидродинамикой. В качестве своего методологического аппарата реология задействует инструментарий механики сплошных сред, и нередко рассматривается, как её часть.

## Происхождение названия
Термин «реология» ввёл американский химик Юджин Бингам в процессе учреждения реологического общества с соответствующим периодическим научным журналом Journal of Rheology, который начал выпускаться в 1929 году. В Советском Союзе аналогичное профессиональное сообщество появилось благодаря усилиям Г. В. Виноградова.

## Основные понятия

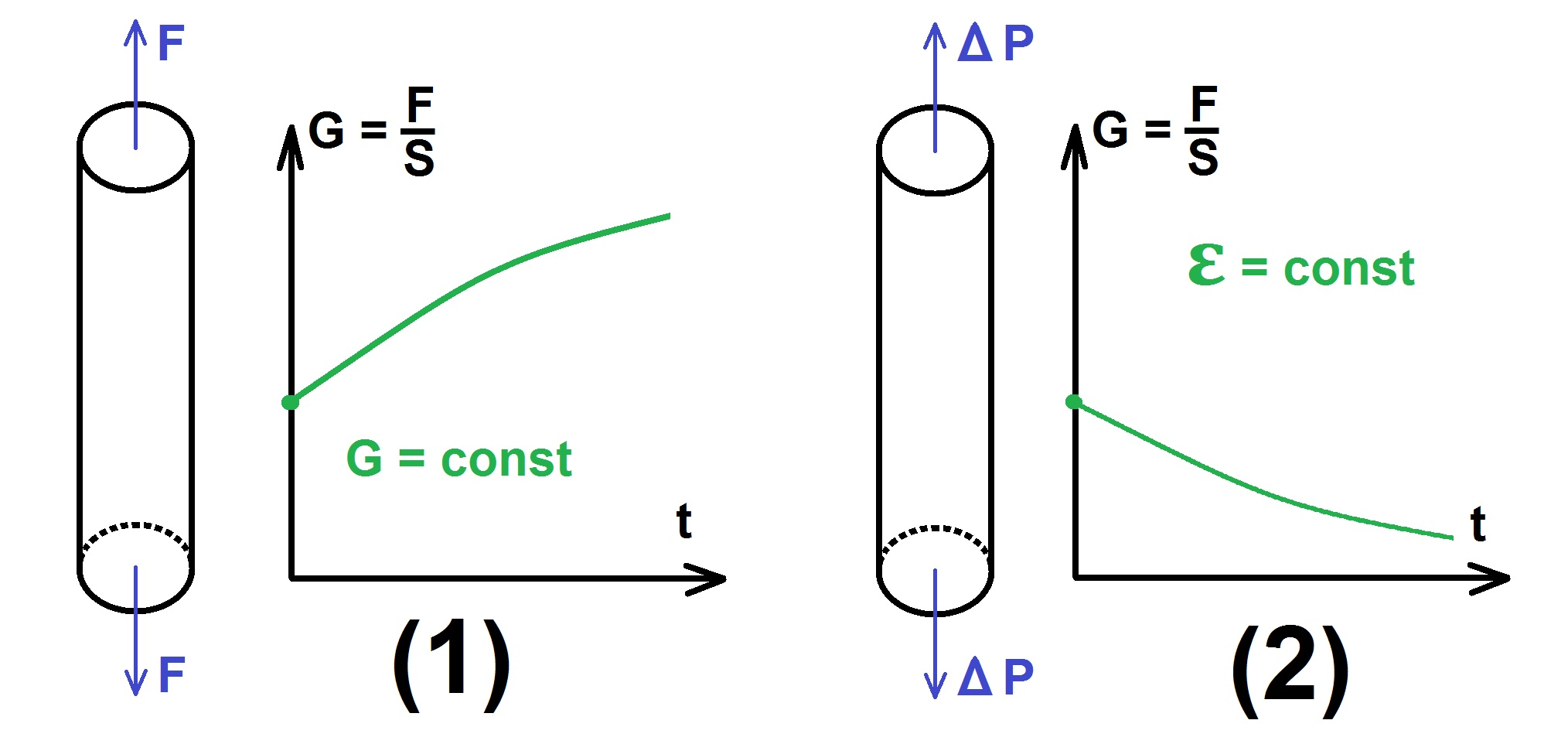
(1) Типичное увеличение деформации (ползучесть) при постоянном значении приложенной силы F с течением времени t. (2) Типичный график релаксации — уменьшения усилия при постоянной деформации с течением времени.

Исходные понятия реологии — ньютоновская жидкость, вязкость которой не зависит от режима деформирований, и идеально упругое тело, в котором в каждый момент времени величина деформации пропорциональна приложенному напряжению. Эти понятия были обобщены для тел, проявляющих одновременно пластичные (вязкостные) и упругие свойства. Практические приложения реологии описывают поведение конкретных материалов при нагрузках и при течении.

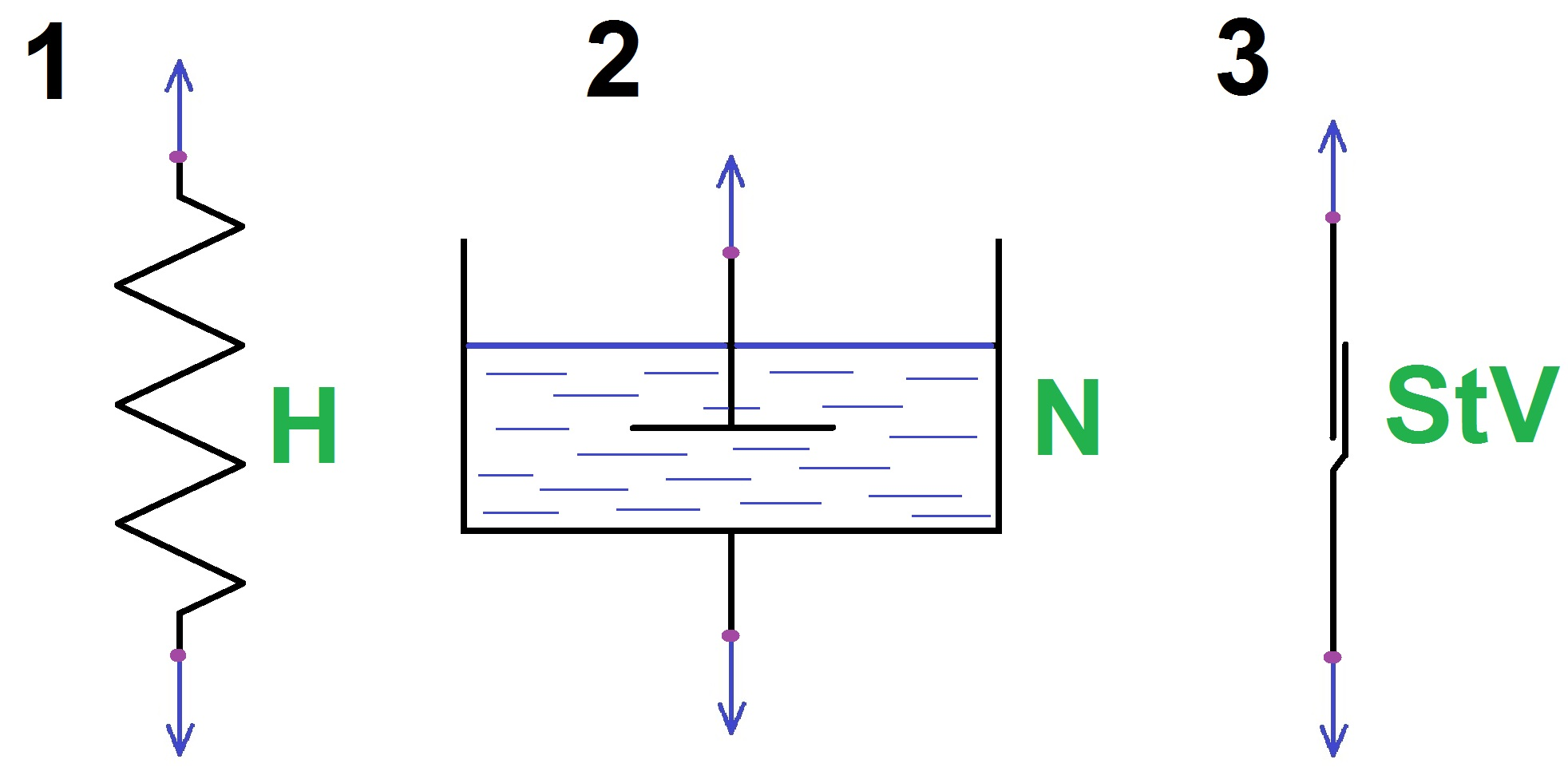
Схематичное изображение трёх видов реологического поведения тела с помощью простейших моделей: 1 — упругая деформация (закон Гука); 2 — тело Ньютона; 3 — тело Сен-Венана.

Любой кристалл или агрегат кристаллов при определённых условиях может быть пластически деформирован.
Пластическая деформация кристаллов реализуется посредством направленного движения в нём дислокаций и вакансий. Под действием на кристалл внешней силы в объёме кристалла появляются напряжения, которые снимаются дефектами. Если сила превышает некий порог, то происходит хрупкое разрушение объекта.